# Finsko na Zimních olympijských hrách 1956
Finsko na Zimních olympijských hrách 1956 v Cortině d'Ampezzo reprezentovalo 31 sportovců, z toho 27 mužů a 4 ženy. Nejmladším účastníkem byl Juhani Järvinen (20 let, 265 dní), nejstarší pak Eero Kolehmainen (37 let, 315 dní). Reprezentanti vybojovali 7 medailí, z toho 3 zlaté, 3 stříbrné a 1 bronzovou.

## Medailisté
| Medaile | Jméno                                                         | Sport           | Disciplína                  |
| ------- | ------------------------------------------------------------- | --------------- | --------------------------- |
| Zlato   | Veikko Hakulinen                                              | Běh na lyžích   | Muži 30 km                  |
| Zlato   | Mirja Hietamies Sirkka Polkunen Siiri Rantanen                | Běh na lyžích   | Ženy – štafeta 3 x 5 km     |
| Zlato   | Antti Hyvärinen                                               | Skoky na lyžích | Muži – střední můstek (K90) |
| Stříbro | Veikko Hakulinen                                              | Běh na lyžích   | Muži 50 km                  |
| Stříbro | Veikko Hakulinen August Kiuru Jorma Kortelainen Arvo Viitanen | Běh na lyžích   | Muži – štafeta 4 x 10 km    |
| Stříbro | Aulis Kallakorpi                                              | Skoky na lyžích | Muži – střední můstek (K90) |
| Bronz   | Toivo Salonen                                                 | Rychlobruslení  | Muži – 1 500 m              |